# Гибсоновская девушка

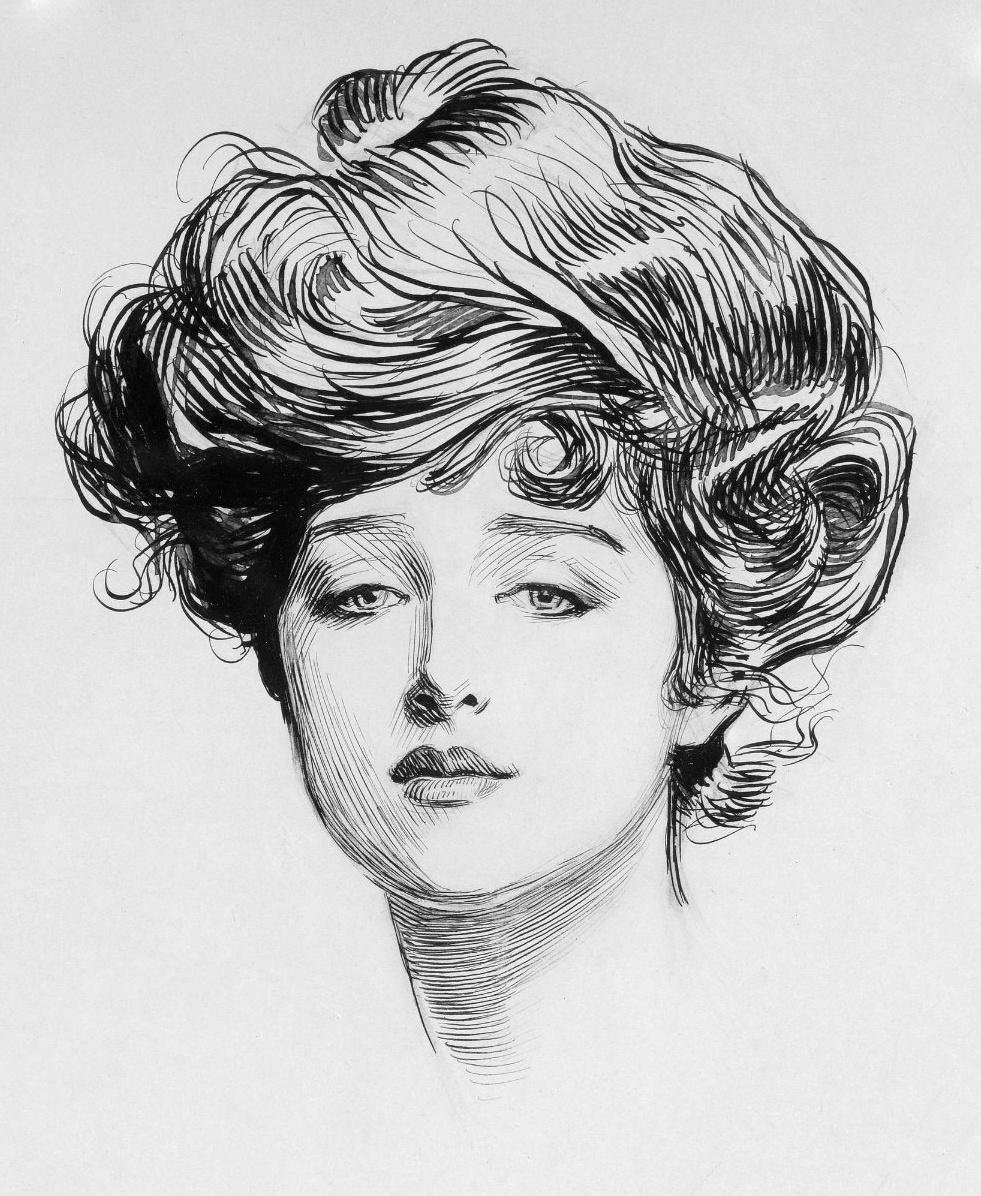
Портрет, Ч. Д. Гибсон

«Гибсоновская девушка» (англ. Gibson Girl) — идеал женской красоты, созданный американским иллюстратором Чарльзом Дана Гибсоном на рубеже XIX и XX столетий.
Существует утверждение, что «девушки Гибсона» были первым американским стандартом женской красоты. Они были крайне популярны в течение двадцати лет, предшествовавших Первой мировой войне. В магазинах продавались «блюдца, пепельницы, скатерти, наволочки, накидушки, сувенирные ложки, ширмы, веера и стойки для зонтиков», — все с изображениями красавиц в стиле Гибсона.

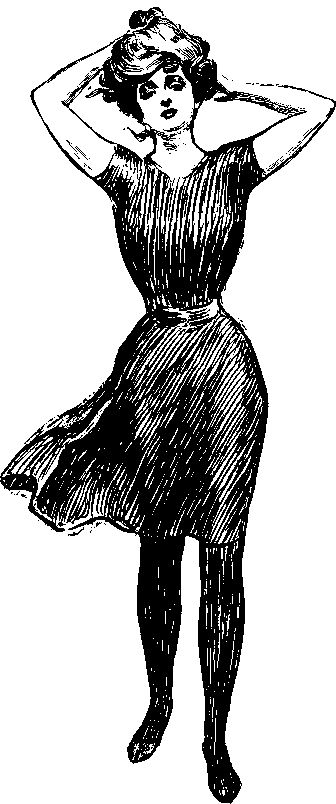
Красотка Ч. Д. Гибсон

Девушка Гибсона была высокой, худой, с узкой талией, большой грудью и широкими бёдрами. Силуэт, подобный песочным часам, достигался за счёт корсета. Её образ отражал моду на величественную, юную и эфемерную красоту, доминировавшую на Западе. Девушка Гибсона имела длинную шею и большие глаза; её волосы были высоко зачёсаны и уложены в причёску буфант, помпадур или шиньон «водопад локонов». Гибсон изображал своих героинь как модно одетых, открытых и разносторонне развитых женщин, равных по статусу мужчинам.
В дополнение к изысканной красоте девушка Гибсона была спокойна, уверенна и искала личной самореализации (например, она могла быть изображена учащейся в колледже, но она никогда не участвовала в движении за избирательное право для женщин). Она также доминировала над мужчинами, например, могла быть изображённой изучающей смешного маленького мужчину под лупой или раздавливающей его своей ногой. Рядом с ней мужчины часто изображались как простаки и неумехи, и даже красиво сложенные или очень богатые мужчины сами по себе не могли её удовлетворить. Гибсон изображал, как мужчины пленяются красотой девушки, как они следуют за ней повсюду, исполняют все её самые абсурдные желания. Существует рисунок, на котором поражённый мужчина все же выполняет приказ посадить молодое дерево кроной в землю только потому, что ей того захотелось. Чаще всего девушка Гибсона одинокая и незамужняя, но романы всегда развеивают её скуку. После замужества они показаны глубоко разочарованными в случае, если романтика ушла из их отношений, но компенсирующими это общением с подругами либо уходом за своим ребёнком.
Для Гибсона позировали многие дамы, в том числе его жена, Ирэн Лэнгхорн, её сестра Нэнси Астор и Эвелин Несбит. Но самой известной моделью Гибсона была, пожалуй, бельгийско-американская актриса Камилл Клиффорд, чья высокая причёска и длинные элегантные платья, обёртывающие её затянутую в корсет фигуру, служили эталоном стиля в тот период.

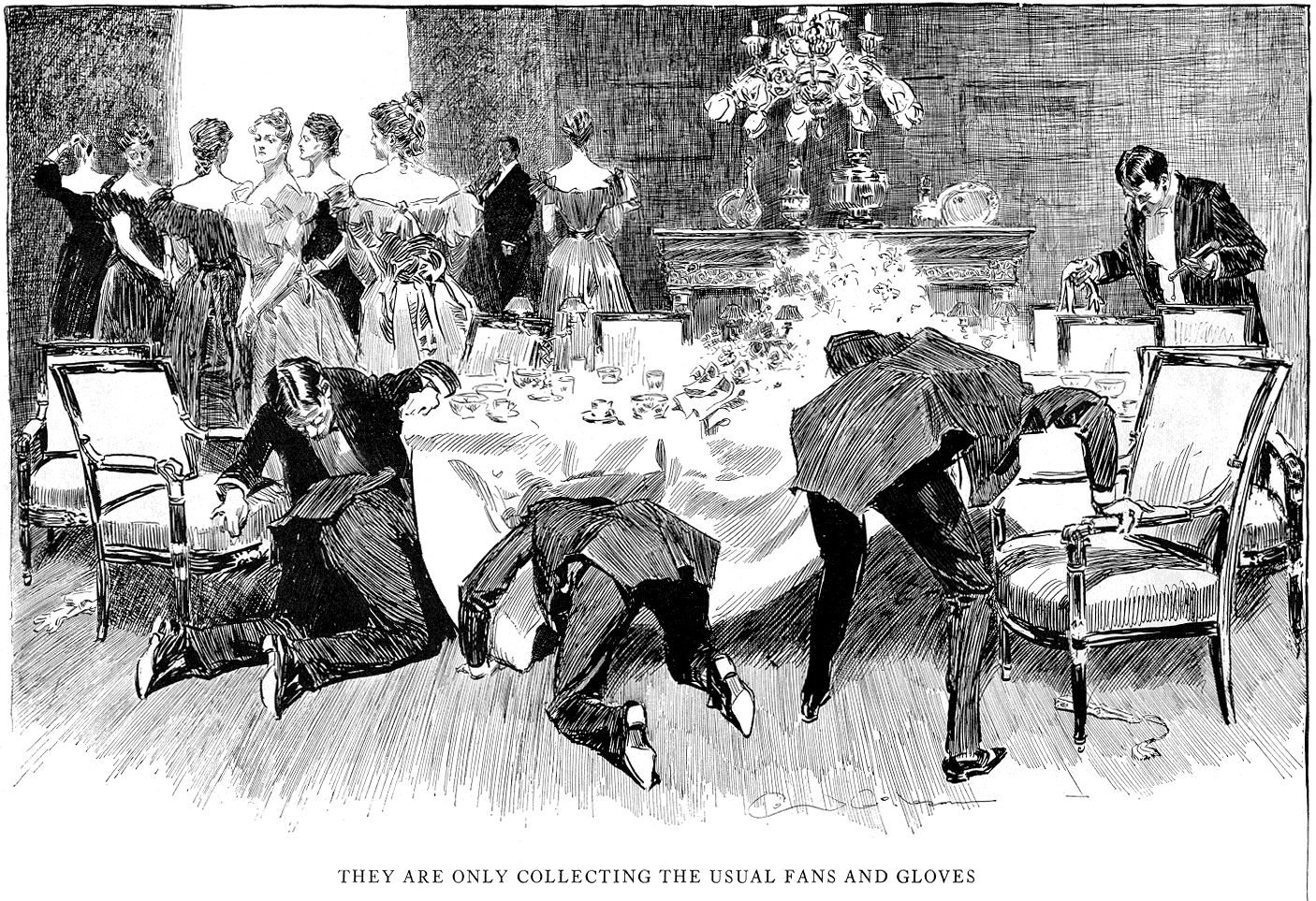
Они просто собирают обычные вееры и перчатки Ч. Д. Гибсон

Другими художниками, изображавшими женщин в стиле Гибсона, были Говард Чендлер Кристи и Хэрри Дж. Питер, прославившийся как автор комиксов о Чудо-женщине.
С началом Первой мировой войны девушки Гибсона вышли из моды. Женщины новой эпохи предпочитали более практичные причёски, костюмы и платья, пригодные для работы в госпиталях и на фабриках.